# Jack Davis (atleta)
Jack Wells Davis (11 settembre 1930 – 20 luglio 2012) è stato un ostacolista statunitense.

## Palmarès

### Olimpiadi
- Argento a Helsinki 1952 nei 110 metri ostacoli.
- Argento a Melbourne 1956 nei 110 metri ostacoli.

### Giochi panamericani
- Oro a Città del Messico 1955 nei 110 metri ostacoli.